# Editore di videogiochi
Un editore di videogiochi o una casa editrice di videogiochi o anche casa videoludica è un'azienda che pubblica videogiochi: questi possono essere sviluppati internamente all'azienda stessa, la quale, in questo caso, oltre che essere una casa editrice è anche una casa sviluppatrice di videogiochi, oppure da indipendenti. L'eventuale sviluppo esterno può essere opera di un'altra azienda oppure in passato, quando i videogiochi commerciali erano più semplici, di singole persone o piccoli gruppi.

## Attività
Come succede per gli editori di libri o gli editori di film DVD, gli editori di videogiochi sono responsabili della produzione e commercializzazione dei loro prodotti, compresi aspetti pubblicitari e ricerche di mercato.
Addizionalmente, le case editrici di videogiochi finanziano lo sviluppo del videogioco che esse vogliono pubblicare e commercializzare, pagando l'azienda che lo sviluppa (nel caso di sviluppo esterno) e talvolta pagando un personale interno di sviluppatori chiamato “studio”.
I maggiori editori di videogiochi si incaricano anche della loro distribuzione, mentre quelli più piccoli si rivolgono ad apposite aziende di distribuzione (o agli editori maggiori) per distribuire i giochi da essi pubblicati.
Altri compiti normalmente a carico degli editori di videogiochi comprendono: la decisione se utilizzare o meno delle licenze per il gioco da pubblicare; il pagamento delle licenze che si decidono di utilizzare; la gestione della localizzazione; l'impaginazione, la stampa e l'eventuale stesura del manuale utente; la creazione di elementi grafici come il disegno della confezione.
Gli editori maggiori possono anche cercare di aumentare l'efficienza tra tutti i gruppi di sviluppo interni ed esterni, fornendo servizi come effetti sonori e pacchetti software per le funzionalità più comuni.

## Maggiori editori di videogiochi
Di seguito, si riporta la classifica dei 20 maggiori editori di videogiochi, pubblicata dalla rivista Game Developer nell'ottobre del 2008 e ordinata in base al punteggio globale derivante da sei indicatori: volume annuo di vendite, numero di rilasci, punteggio medio delle recensioni, qualità dei produttori, affidabilità nei pagamenti, livelli retributivi e benefici accessori. È da sottolineare che questa non è una classifica degli introiti ma piuttosto della qualità degli editori in base al giudizio del personale e di alcuni sviluppatori di videogiochi.
La Codemasters è una nuova entrata che ha provocato l'uscita di classifica della Atlus. Questo è l'ultimo anno in cui la Activision e la Vivendi Games risultano divise, essendoci stata la loro fusione. La Eidos Interactive è stata rilevata da Square Enix e quindi il suo nome sarà ritirato in futuro. Infine, la Midway Games ha dichiarato fallimento e la maggior parte dei suoi beni sono stati acquistati dalla Warner Bros.
| Posizione nel 2008 | Nome dell'editore    | Posizione nel 2007 |
| ------------------ | -------------------- | ------------------ |
| 1                  | Nintendo             | 1                  |
| 2                  | Electronic Arts      | 2                  |
| 3                  | Activision           | 3                  |
| 4                  | Ubisoft              | 4                  |
| 5                  | Sony                 | 7                  |
| 6                  | Take-Two Interactive | 6                  |
| 7                  | SEGA                 | 10                 |
| 8                  | THQ                  | 5                  |
| 9                  | Microsoft            | 9                  |
| 10                 | Square Enix          | 11                 |
| 11                 | Konami               | 15                 |
| 12                 | Vivendi Games        | 13                 |
| 13                 | Namco Bandai         | 12                 |
| 14                 | Capcom               | 14                 |
| 15                 | NCSoft               | 16                 |
| 16                 | Disney               | 17                 |
| 17                 | Lucasarts            | 19                 |
| 18                 | Codemasters          | new entry          |
| 19                 | Eidos Interactive    | 10                 |
| 20                 | Midway Games         | 20                 |

## Editori di videogiochi storici
- 3D Realms
- 3DO (costruttore di console, chiusa)
- Acclaim Entertainment (chiuso)
- Accolade (acquisita dalla Infogrames e confluita nella sua consociata Atari, riaperta)
- Atari (costruttore di console) (acquisita dalla Infogrames)
- Coleco (costruttore di console, chiusa)
- Compedia
- Crystal Dynamics
- Enix (si è fusa con Square dando vita a Square Enix)
- Epyx
- Gathering of Developers (acquisita dalla Take-Two Interactive)
- Gremlin Interactive
- GT Interactive
- Hasbro Interactive (acquisita dalla Infogrames)
- Iguana Entertainment
- Infocom (acquisita dalla Activision)
- Imagic
- Interceptor Micros
- Interplay Entertainment
- Mattel Electronics (costruttore di console)
- Mattel
- Maxis (acquisita dalla Electronic Arts)
- Melbourne House
- Microprose (acquisita dalla Hasbro Interactive)
- Mindscape
- MUSE Software
- N.3.V Publishing
- Origin Systems (acquisita dalla Electronic Arts)
- Penguin Software
- Psygnosis
- Spectrum Holobyte (acquisita dalla Hasbro Interactive)
- Square Electronic Arts (di proprietà di Square e di Electronic Arts, è stata acquistata totalmente dalla prima diventando Square e successivamente Square Enix)
- Strategic Simulations
- Technos Japan Corporation (chiusa, beni acquisiti dalla Atlus)
- US Gold (acquisita dalla Eidos Interactive)
- Valve
- Virgin Interactive
- Westwood Studios

Alcune di queste case editrici sono uscite dal mercato, altre sono state acquisite o si sono fuse con aziende maggiori, abbandonando il loro nome, altre ancora esistono solo come marchio.